# Gare d'Auch
La gare d'Auch est une gare ferroviaire française des lignes : de Saint-Agne à Auch, de Bon-Encontre à Vic-en-Bigorre et de Eauze à Auch. Elle est située sur le territoire de la commune d'Auch, dans le département du Gers, en région Occitanie.
C'est une gare de la Société nationale des chemins de fer français (SNCF), desservie par des trains TER Occitanie.

## Situation ferroviaire
Établie à 136 mètres d'altitude, la gare terminus d'Auch est située au point kilométrique (PK) 204,886 de la ligne de Saint-Agne à Auch, après la gare ouverte d'Aubiet. C'est une gare de bifurcation avec la ligne de Bon-Encontre à Vic-en-Bigorre dont seule la section de Bon-Encontre à Auch est en service, ouverte aux trains de marchandises, vers Vic-Bigorre le point de déclassement est situé peu après la gare au PK 205,600. Elle était également l'aboutissement de la ligne d'Eauze à Auch (hors service).

## Fréquentation
De 2015 à 2023, selon les estimations de la SNCF, la fréquentation annuelle de la gare s'élève aux nombres indiqués dans le tableau ci-dessous. :
| Année                      | 2015    | 2016    | 2017    | 2018    | 2019    | 2020    | 2021    | 2022    | 2023    |
| -------------------------- | ------- | ------- | ------- | ------- | ------- | ------- | ------- | ------- | ------- |
| Voyageurs seuls            | 232 730 | 217 086 | 239 210 | 191 987 | 225 670 | 151 588 | 194 599 | 261 165 | 314 646 |
| Voyageurs et non voyageurs | 290 912 | 271 358 | 299 012 | 239 984 | 282 088 | 189 485 | 243 249 | 326 457 | 393 307 |

## Service des voyageurs

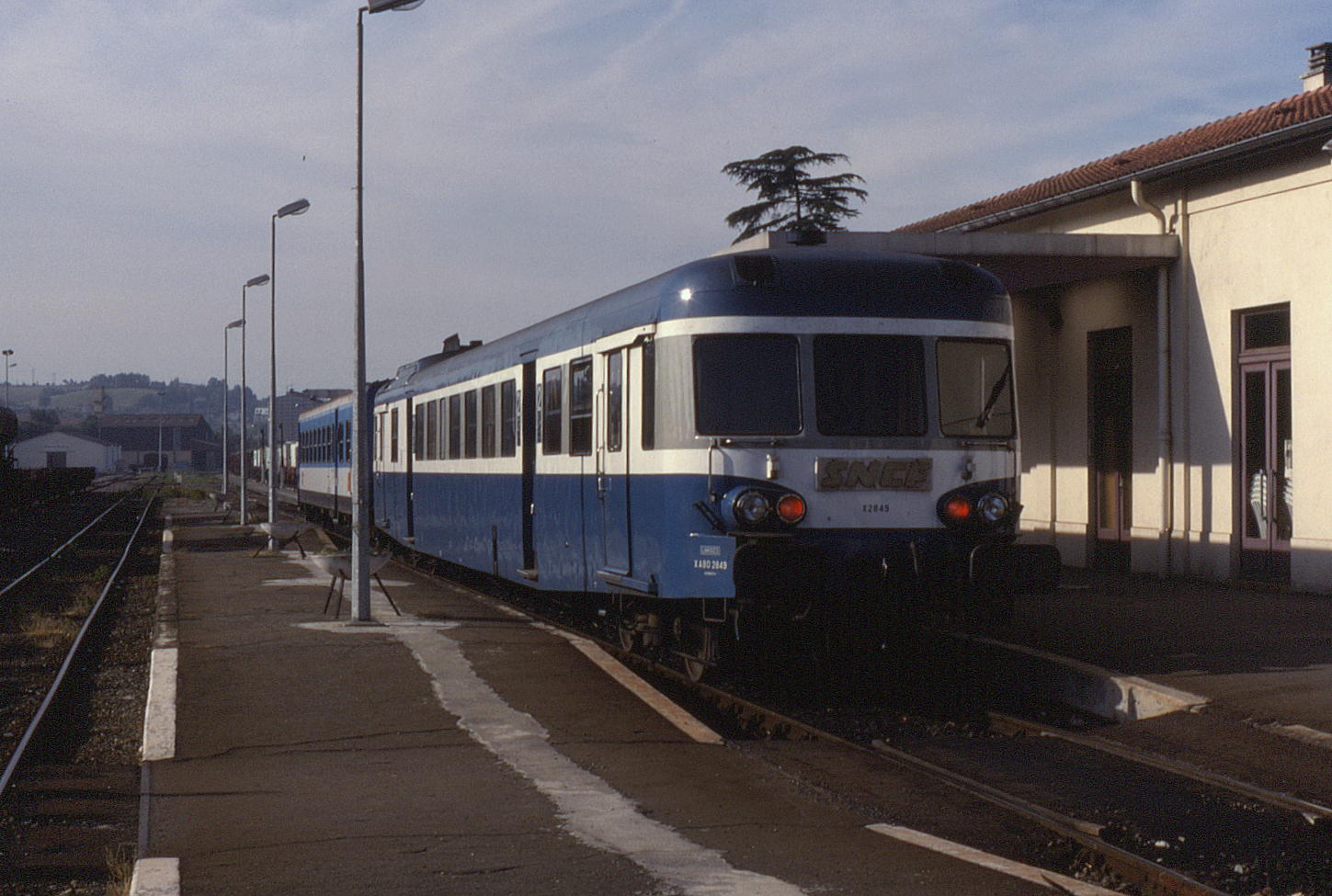
L'élément X 2849 en gare d'Auch en 1989

### Accueil
Gare SNCF, elle dispose d'un bâtiment voyageurs, avec guichet, ouvert tous les jours. Elle est équipée d'automates pour l'achat de titres de transport TER. C'est une gare « Accès Plus », avec des aménagements, équipements et services pour les personnes à la mobilité réduite.

### Desserte
Auch est desservie par des trains TER Occitanie qui effectuent des missions entre les gares de Toulouse-Matabiau et d'Auch, à raison de 11 allers-retours par jour en semaine. Le temps de trajet est d'environ 1 heure 30 minutes depuis Toulouse-Matabiau.

### Intermodalité
La gare est desservie par les lignes A, B, D, G, Gare et Flexo du réseau Alliance Bus, ainsi que par des autocars du réseau liO vers Tarbes, Agen, Mont-de-Marsan, Toulouse et Montauban.
Un parc pour les vélos et un parking sont aménagés à ses abords.

## Service des marchandises
Auch est une gare de Fret SNCF ouverte aux « trains massifs » pour des transports en gare et sur installation terminale embranchée (ITE).